# These Words (álbum de Angela Aki)
These Words es el primer álbum indie de Angela Aki, aparecido en Estados Unidos. Se puso a la venta el 4 de enero de 2000. 
Estaba cantado en inglés, y ella misma tocaba el piano, y escribía letra y música de las canciones. Fue coproducido por Tony Alany, y las canciones eran una compilación de canciones escritas por Angela entre 1997 y 1999, inspiradas en la música de Tori Amos y Fiona Apple, y con gran carga religiosa.
No hay muchos datos acerca de las ventas de este disco, ni las repercusiones que pudo tener. Además es un disco difícil de encontrar incluso vía internet.

## Lista de canciones
1.- I'll Fall (4:16)
2.- We Dance (4:51)
3.- 100 Ways (4:11)
4.- April Sun (5:24)
5.- Funny Dreamers (3:49)
6.- Roshni's Song (4:16)
7.- Perfectly Happy There (4:51)
8.- Your Voice (4:31)
9.- Peace To (4:46)
10.- Magic + Bonustrack -Come Home To Me- (11:56)